# ۶۱۲ (خورشیدی)
۶۱۲ ششصد و دوازدهمین سال هجری خورشیدی است.